# سیارک ۶۸۳۵
سیارک ۶۸۳۵ (به انگلیسی: 6835 Molfino، نامگذاری:1994HT1) شش هزار و هشتصد و سی و پنجمین سیارک کشف شده‌است که در ۳۰ آوریل ۱۹۹۴ کشف شد.
قدر مطلق سیارک برابر ۱۴٫۶۰ است.